# Білоруський інститут науки і мистецтва у Нью-Йорку
Білоруський інститут Науки і Мистецтва у Нью-Йорку (БІНіМ) (біл. Беларускі інстытут навукі і мастацтва, тарашкевиця: Беларускі інстытут навукі й мастацтва, англ. Belarusan Institute of Arts and Sciences) — громадська науково-культурна організація беларуської еміграції у Сполучених Штатах Америки.
БІНіМ було засновано 16 грудня 1951 р. й зареєстровано 13 серпня 1953 р. як громадську організацію з офісом у Нью-Йорку з правом діяльності на всій території США. Інститут має філії в Німеччині (Мюнхен, з 1955) і Канаді (Торонто, з 1967).
Друкований орган — науковий щорічник «Запісы» ("Записки") (томи 1-6 - Нью-Йорк, 1952-1956, томи 7-11 - Мюнхен, 1962-1970, томи 12-24 - Нью-Йорк, 1974-1999, томи 25 і наступні - Нью-Йорк-Мінськ, 2002 і далі), станом на 2020 рік вийшов 41 випуск. У 1954—1963 БІНіМ також видавав літературно-мистецький часопис «Конадні», у 1953—1969 — інформаційний часопис «Абежнік».
Інститут підтримує зв'язки й провадить книгообмін із багатьма бібліотеками світу, зокрема з Публічною бібліотекою у Нью-Йорку. З кінца 1980-х БІНіМ співпрацює й із організаціями, що діють у Білорусі.
У різний час інститут очолювали Уладзімір Тамащик, Я. Лімановський, Вітавт Тумаш, Антон Адамовіч, з 1982 — Вітавт Кіпель.
З інститутом співпрацювали і українські діячі, зокрема, українсько-білоруський історик Лев Окіншевич.